# Sonlez
Sonlez (wallon: Sonlé, luxembourgeois: Soller) est une section de la commune luxembourgeoise de Winseler située dans le canton de Wiltz. En 2006, la localité comptait 47 habitants.

## Histoire
Sonlez est, avec Doncols, Harlange et Tarchamps, un des seuls villages wallophones restés au Grand-Duché lors de la formation de la province belge de Luxembourg en 1839.
Le village est situé au sud-est de Bastogne et est la scène de nombreux combats durant la deuxième semaine de janvier 1945.

## Géographie
Sonlez est situé entre Tarchamps au sud-ouest, Doncols au nord-est et Berlé au sud.